# Huilliécourt
Huilliécourt település Franciaországban, Haute-Marne megyében. Lakosainak száma 115 fő (2022. január 1.). Huilliécourt Bourg-Sainte-Marie, Doncourt-sur-Meuse, Hâcourt, Levécourt, Ozières, Romain-sur-Meuse, Thol-lès-Millières és Vroncourt-la-Côte községekkel határos.

## Népesség
A település népességének változása:
| Lakosok száma | 176  | 158  | 147  | 134  | 120  | 118  | 118  | 120  | 122  | 115  |
|               | 1968 | 1982 | 1990 | 2006 | 2013 | 2015 | 2017 | 2019 | 2020 | 2022 |